# ایستگاه راه‌آهن زولوگیشر گارتن برلین
ایستگاه راه‌آهن زولوگیشر گارتن برلین (آلمانی: Bahnhof Berlin Zoologischer Garten) نام یک ایستگاه قطار در برلین آلمان است و بخشی از راه‌آهن شهری برلین و متروی برلین به‌شمار می‌رود و در کنار باغ‌وحش برلین قرار دارد